# Pierre Coullery
Pierre Coullery, né le 18 novembre 1819 à Villars-sur-Fontenais (canton du Jura) et mort le 26 janvier 1903 à La Chaux-de-Fonds (canton de Neuchâtel), est un médecin, journaliste, homme politique et dirigeant socialiste Suisse.

## Biographie
Le Docteur Pierre Coullery, le médecin des pauvres, fut un des pionniers du socialisme suisse, le premier représentant des travailleurs nommé député dans un canton. Il lutta tout au long de sa vie pour l'amélioration des conditions économiques et sociales des ouvriers. C'est lui avec les Philadelphiens sous le nom de Garibaldi qui en 1865 se mit en relation avec l'Association fédérative universelle de la démocratie (une société de nom similaire à l'Association démocratique fondée à Bruxelles seize ans plus tôt. Cette association bruxelloise de 1847 avait été supplantée par la Ligue Communiste de Londres) et créa une section à la Chaux-de-Fonds. Son idéal social et de justice va influencer d'autres personnages politiques des Montagnes neuchâteloises, en particulier Charles Naine et Jules Humbert-Droz. De la même manière, la nouvelle  Association Démocratique Garibaldienne serait remplacée un an plus tard par une deuxième organisation internationale cise à Londres consacrée à la révolution sociale et dominée par Karl Marx : l'International Workingmen's Association, connue par la suite sous le nom de First International[réf. incomplète].